# 圣马尔通卡陶
圣马尔通卡陶，是匈牙利佩斯州所辖的一个村。总面积52.20平方公里，总人口4962，人口密度95.1人/平方公里（2011年1月1日）。